# Tom McBeath
Tom McBeath (né le 2 mai 1946 à Vancouver) est un acteur canadien.

## Biographie
Tom McBeath vit à Vancouver, en Colombie-Britannique, au Canada. Il a remporté trois Jessie Awards. Il est connu pour avoir joué Harry Maybourne dans Stargate SG-1. Son rôle a été nommé pour les Gemini award en 1998 et au Leo Awards en 2005.

## Filmographie

### Cinéma
- 1985 : Certain Fury (en) : Policeman
- 1987 : Malone, un tueur en enfer : Stringbean
- 1988 : Backfire (en) : Man in Bar
- 1988 : Les Accusés : Defendant Stu Holloway
- 1989 : Cousins : Mr. Dionne
- 1989 : Quarantine : Lt. Beck
- 1990 : Cadence : Principal (en tant que Tom Mcbeath)
- 1990 : Le Seul Témoin : Conductor #2
- 1991 : Run : Smithy
- 1994 : Timecop : T.E.C. Technician
- 1995 : Souvenirs de l'au-delà : Morton Redlow
- 1996 : Trust in Me : Dutch Schultz
- 1997 : Kitchen Party (en) : Rick
- 1997 : True Heart : Quint
- 1998 : Tempête de feu : Loomis
- 1999 : Aftershock : Tremblement de terre à New York : George
- 1999 : Atomic Train : Hank
- 1999 : Double jeu : Coast Guard Officer
- 2001 : Le Masque de l'araignée : Country Chief Cabell
- 2005 : The Deal (en) : Board Member No. 1
- 2007 : Aliens vs. Predator: Requiem : Karl
- 2007 : Beneath (en) : Mr. Wells
- 2009 : Alien Trespass : Wilson
- 2009 : Watchmen : Les Gardiens : News Analyst
- 2011 : Recoil (en) : Sheriff Cole
- 2012 : Camera Shy : Detective Oslo
- 2012 : The Woodcarver : Principal Stark (en tant que Tom Mcbeath)
- 2013 : Down River (en) : Bob
- 2015 : No Men Beyond This Point (en) : Jim
- 2015 : Patterson's Wager : Dr. Collins
- 2017 : Prodigals
- 2022 : Une amie au poil (Rescued by Ruby) de Katt Shea : Seamus Brady

### Courts-métrages
- 1998 : The Alley
- 1998 : The Fisherman and His Wife
- 2004 : My Old Man
- 2006 : Regarding Sarah
- 2014 : The Timekeeper
- 2015 : Working Class Heroes
- 2016 : Medic
- 2017 : Last Man Alive

### Télévision

#### Séries télévisées
- 1986 : Red Serge (en) : Const. Murphy
- 1986-1988 : Cap Danger : David Berman / Mr. King
- 1987 : Les Aventures de Beans Baxter : Secret Service Man
- 1987 : Un flic dans la mafia : Kidnapper #1
- 1987-1989 : 21 Jump Street : Head Juror / Mendelson
- 1990 : Le Ranch de l'espoir (en) (Neon Rider) : Mr. Mason
- 1990-1991 : Les deux font la loi : Jimmy / Davis
- 1990-1991 : Mom P.I. : Lawrence
- 1991 : Palace Guard : Dr. Dirt
- 1992 : Bill & Ted's Excellent Adventures : Sheriff
- 1992 : L'As de la crime : Norman Welgrove
- 1992 : Street Justice : Hamilton
- 1993 : Au nord du 60e (en) (North of 60) : Elliot Waverly
- 1993 : Cobra : Uncle Jake Mills
- 1993 : Vivre à Northwood (en)
- 1993-1996 : X-Files : Aux frontières du réel : Dr. Lewton / Detective Gwynn / Scientist
- 1994 : La Légende d'Hawkeye : Foulks
- 1994-1996 : Highlander : Sam Grinkhov / Coleman
- 1995 : The Marshal (en) : Sheriff Wade
- 1995-1998 : Au-delà du réel : L'aventure continue : Dr. Mitchell / Detective Roth
- 1996-1998 : Millennium : Jonathan Polgreen / Detective Romero
- 1997 : The Sentinel : Arthur Dell
- 1997 : Viper : Harlan Royce
- 1997-1998 : La Loi du colt (en) (Dead Man's Gun) : Turner / John Blackbourn
- 1998 : The Wonderful World of Disney : Marshal Angus MacNeil
- 1998-2004 : Cold Squad, brigade spéciale : Goran Berkland / Norris Fitch
- 1998-2005 : Stargate SG-1 : Harry Maybourne / Colonel Harry Maybourne / Harry 'King Arkhan The First' Maybourne
- 1999 : Night Man : General Wallace
- 1999 : Nothing Too Good for a Cowboy (en) : Sam Correa
- 1999 : Traque sur Internet : Remy Sloan
- 2000 : First Wave : Dr. Zahn
- 2000 : Skullduggery : Muldoon
- 2000-2003 : Coroner Da Vinci (Da Vinci's Inquest) : Clayton Hurley / Joe McNally
- 2001 : Undercover : Prosecutor
- 2002 : En quête de justice (Just Cause)
- 2002 : Mysterious Ways : Les Chemins de l'étrange : Logan Miller
- 2002-2004 : The Chris Isaak Show : Charles Smoltz / Hugh
- 2004 : Dead Like Me : Father Mathias
- 2004 : Le Messager des ténèbres : Harvey Fenderman
- 2005 : Godiva's : Luciano Corvino
- 2006 : Da Vinci's City Hall (en) : Nelson Homer
- 2006 : The L Word : Hal
- 2006 : Les Maîtres de l'horreur : Wolfram
- 2006 : Saved : Police Negotiator
- 2006-2007 : Intelligence : Roger Deakins
- 2006-2007 : Les 4400 : Will / Will, Homeless Man
- 2007 : Blood Ties : Edward Franklin
- 2007 : Flash Gordon : Dr. Keil
- 2007 : Smallville : Lex's Lawyer
- 2007-2013 : Supernatural : Jack / Mr. Carey
- 2010 : Caprica : Agent Alpert
- 2010 : Shattered : Mr. Bacic
- 2011 : Endgame : Walt Varga
- 2011 : Sanctuary : General Villanova
- 2012 : Continuum : LT General Rogers
- 2014 : Motive : Dave Chissolm
- 2015 : Bates Motel : Stanley
- 2015 : The Romeo Section (en) : Prime Minister
- 2015 : Ties That Bind : Harry
- 2016 : Les Voyageurs du temps : Ellis
- 2016 : The Family : Hank's Uncle
- 2017 : Madeleine and Myrtle : Dad
- 2017-2018 : Riverdale : Smithers
- 2017 : Van Helsing : Sheriff Walt Turner
- 2017 : When We Rise : Italian Capitaine

#### Téléfilms
- 1984 : The Glitter Dome (en) : Farrell
- 1985 : Love, Mary (en) : Dr. Pearl
- 1985 : Une étrange disparition (Into Thin Air) : Bank Account Manager
- 1987 : Christmas Comes to Willow Creek (en) : Sergeant
- 1990 : Burning Bridges : Al
- 1990 : Haut comme le ciel : Auctioneer
- 1991 : Le messager de l'éspoir : Sgt. Flynn
- 1991 : My Son Johnny : Det. Morgan
- 1992 : Bijoux, hot-dogs et tasses de thé : Priest
- 1992 : L'Exxon Valdez : Bill Deppe - Exxon (en tant que Tom Mcbeath)
- 1992 : L'étincelle de vie : Father Harney
- 1993 : Le loup de mer : Latimer
- 1993 : Parents coupables
- 1993 : Relentless: Mind of a Killer : Edmond Price
- 1993 : Tout pour ma fille : John Monroe
- 1994 : La romance de Noël : Mr. Macklin
- 1995 : Black Fox: Good Men and Bad
- 1995 : Deadlocked: Escape from Zone 14 : Senator Don Boyd
- 1995 : Ebbie : Van Munsen
- 1995 : Not Our Son : Ken O'Connor
- 1995 : She Stood Alone: The Tailhook Scandal : Tailhook Spokesman
- 1995 : The Omen : Felt Hat Man
- 1996 : The Limbic Region : Fredricks
- 1996 : Coup de sang : Alfred Stoecklein
- 1997 : Choc en plein ciel (en) (Final Descent) : Pilot of Private Plane N9478C
- 1997 : Dog's Best Friend : Bob Handel
- 1997 : Tricks : Mike
- 1998 : Nick Fury: Agent of SHIELD : Director General Jack Pincer
- 1999 : Dangereuse révélation : Dist. Atty. Arthur DiMarco
- 1999 : In a Class of His Own : Skip Jordan
- 2000 : Éclosion (They Nest) : Eamon Wald
- 2000 : High Noon : Rudy
- 2001 : Noël en été : Mel Breskin
- 2002 : La rançon de la haine : J. Edgar Hoover
- 2004 : Cable Beach : John "Luther" Croat
- 2004 : The Robinsons: Lost in Space : Jupiter 2 captain
- 2005 : 14 Hours : Eddie
- 2005 : Supervolcano : Michael Eldridge
- 2006 : 8 jours pour mon fils : Expert
- 2007 : L'Œil du danger : Sheriff Gene
- 2007 : Luna : Ernie Ivers
- 2007 : Mauvais Fils : Mark Petrocelli
- 2007 : Mon bébé a disparu : Don Walters
- 2008 : La Menace Andromède : Kyle Tobler
- 2009 : Au nom de l'amitié (Christmas in Canaan) : Carl (en tant que Tom Mcbeath)
- 2009 : D'une vie à l'autre : Ultrasound Technician
- 2011 : Innocent : George Mason
- 2012 : Gaku : Moss
- 2012 : Le Projet Philadelphia, l'expérience interdite : Broadmore
- 2014 : Along Came a Nanny : Frank Milano
- 2014 : Loin des yeux, loin du Cœur : Deputy Taylor
- 2014 : Run for Your Life : Kevin
- 2020 : Le fabuleux destin de Noël (A Godwink Christmas: Meant for Love) : Charlie Marina